# Spiektakl okonczen
Spiektakl okonczen – utwór rosyjskiej piosenkarki Poliny Gagariny napisany przez Konstantina Meladze, wydany w formie singla 31 stycznia 2012 roku oraz umieszczony na EP-ce artystki zatytułowanej po prostu EP.
30 stycznia 2012 roku premierę miał oficjalny teledysk do utworu, którego reżyserem został Siergiej Sołodkij.

## Lista utworów
CD single
1. „Spiektakl okonczen” – 4:00

## Notowania na listach przebojów
| Kraj    | Lista (2012-2013)               | Najwyższe miejsce |
| ------- | ------------------------------- | ----------------- |
| Ukraina | Singles Top 20                  | 5                 |
| Rosja   | Ukraine Top 40                  | 11                |
| Europa  | Europe Official Top 100 Singles | 27                |